# 威廉姆斯 (亚利桑那州)
威廉姆斯（英語：Williams），是美国亚利桑那州科科尼诺县下属的一座城市。面积约为43.79平方英里（约合113.4平方公里）。根据2010年美国人口普查，该市有人口3,023人，人口密度为69.6人/平方英里。在建制上，该市属于“City”。